# Renivohitra
Renivohitra é uma comuna de Madagascar, pertencente ao distrito de Antananarivo-Renivohitra, na região de Analamanga. Sua população, segundo o censo de 2001, era de 1 054 649 habitantes.